# الورشة (فلم)
الورشة، فيلم مصري من إنتاج عام 1940.

## قصة الفيلم
يسافر الأسطى «علي عبد الرحمن» صاحب ورشة الميكانيكا مع زملاء في رحلة صيد إلى الصحراء تاركًا زوجته زينب وابنه مصطفى وأمه، وبينما هم في طريقهم تهب عاصفة يختفى بعدها الأسطى «علي» فيعتقد الجميع. بمن فيهم زوجته - أنه مات - يتولى «حسن» شقيق الأسطى «علي» أمور الورشة فلا يستطيع إدارتها ويتوقف العمل وتصبح مديونة للعمال بإجورهم فتحاول الزوجة «زينب» إدارة الورشة، يأتى الشاب «أحمد» لإصلاح عربته في الورشة وترتدى ملابس العمال، تتوطد علاقته بالزوجة معتقدًا أنها رجل، ثم يكتشف الحقيقة، ويقع في حبها، فيعرض عليها الزواج وفي ميعاد عقد قرانهما يظهر الأسطى على فتعود الأمور إلى ما كانت عليه، ويقرر أحمد أن يوهب حياته للعمل الوطنى بأن ينضم إلى الجيش وأن يضحى بحبه.

## الممثلون
- عزيزة أمير
- محمود ذو الفقار
- إستفان روستي
- أنور وجدي
- عز الدين ذو الفقار
- عبد السلام النابلسي
- نجمة إبراهيم
- ثريا فخري
- سرينا إبراهيم

## وصلات خارجية
- مقالات تستعمل روابط فنية بلا صلة مع ويكي بيانات
- صفحة الفيلم على موقع السينما